# Dohrniphora adusta
Dohrniphora adusta är en tvåvingeart som beskrevs av Borgmeier 1925. Dohrniphora adusta ingår i släktet Dohrniphora och familjen puckelflugor. Inga underarter finns listade i Catalogue of Life.